# Équipe de Suisse de football en 1948
Cet article présente les résultats de l'équipe de Suisse de football lors de l'année 1948.

## Bilan
|           | Nombre de matchs | Victoires | Défaites | Matchs nuls | Buts marqués | Buts encaissés |
| Domicile  | 3                | 1         | 0        | 2           | 6            | 5              |
| Extérieur | 4                | 1         | 2        | 1           | 6            | 16             |
| Neutre    | 0                | 0         | 0        | 0           | 0            | 0              |
| Total     | 7                | 2         | 2        | 3           | 12           | 21             |

## Matchs et résultats
| Match amical                              | Autriche                   | 3 - 1   | Suisse     | Praterstadion, Vienne                             |                                                   |
| 18 avril 1948 · Historique des rencontres | Epp 30e 48e · Melchior 35e | (2 - 0) | 69e Fatton | Spectateurs : 56 000 Arbitrage : Giuseppe Carpani | Spectateurs : 56 000 Arbitrage : Giuseppe Carpani |
| 18 avril 1948 · Historique des rencontres | Rapport                    |         |            | Spectateurs : 56 000 Arbitrage : Giuseppe Carpani | Spectateurs : 56 000 Arbitrage : Giuseppe Carpani |

| Coupe internationale européenne 1948-1953 | Hongrie                                                             | 7 - 4   | Suisse                                             | Üllöi Uti, Budapest                          |                                              |
| 21 avril 1948 · Historique des rencontres | Puskás 1re 88e · Deák 36e 78e · Gőcze 42e · Egresi 74e · Szusza 86e | (3 - 3) | 5e Lusenti · 30e Amadò · 31e Maillard · 87e Tamini | Spectateurs : 32 000 Arbitrage : Karl Czerny | Spectateurs : 32 000 Arbitrage : Karl Czerny |
| 21 avril 1948 · Historique des rencontres | Rapport                                                             |         |                                                    | Spectateurs : 32 000 Arbitrage : Karl Czerny | Spectateurs : 32 000 Arbitrage : Karl Czerny |

| Match amical                            | Suisse                    | 2 - 1   | Écosse       | Wankdorf, Berne                                |                                                |
| 17 mai 1948 · Historique des rencontres | Maillard 45e · Fatton 78e | (1 - 1) | 16e Johnston | Spectateurs : 32 000 Arbitrage : Alois Beranek | Spectateurs : 32 000 Arbitrage : Alois Beranek |
| 17 mai 1948 · Historique des rencontres | Rapport                   |         |              | Spectateurs : 32 000 Arbitrage : Alois Beranek | Spectateurs : 32 000 Arbitrage : Alois Beranek |

| Match amical                             | Suisse                                          | 3 - 3   | Espagne                  | Hardturm, Zurich                             |                                              |
| 20 juin 1948 · Historique des rencontres | Curta 17e (csc) · Friedländer 60e · Antenen 71e | (1 - 2) | 7e Pahiño · 10e 67e Igoa | Spectateurs : 22 000 Arbitrage : Victor Sdez | Spectateurs : 22 000 Arbitrage : Victor Sdez |
| 20 juin 1948 · Historique des rencontres | Rapport                                         |         |                          | Spectateurs : 22 000 Arbitrage : Victor Sdez | Spectateurs : 22 000 Arbitrage : Victor Sdez |

| Coupe internationale européenne 1948-1953   | Suisse          | 1 - 1   | Tchécoslovaquie | Rankhof, Bâle                                     |                                                   |
| 10 octobre 1948 · Historique des rencontres | Friedländer 25e | (1 - 0) | 66e Cejp        | Spectateurs : 23 000 Arbitrage : Giuseppe Carpani | Spectateurs : 23 000 Arbitrage : Giuseppe Carpani |
| 10 octobre 1948 · Historique des rencontres | Rapport         |         |                 | Spectateurs : 23 000 Arbitrage : Giuseppe Carpani | Spectateurs : 23 000 Arbitrage : Giuseppe Carpani |

| Match amical                                | Angleterre                                                  | 6 - 0   | Suisse | Highbury, Londres                                   |                                                     |
| 2 décembre 1948 · Historique des rencontres | Haines 5e 36e · Hancocks 25e 65e · Rowley 55e · Milburn 66e | (3 - 0) |        | Spectateurs : 48 000 Arbitrage : Karel van der Meer | Spectateurs : 48 000 Arbitrage : Karel van der Meer |
| 2 décembre 1948 · Historique des rencontres | Rapport                                                     |         |        | Spectateurs : 48 000 Arbitrage : Karel van der Meer | Spectateurs : 48 000 Arbitrage : Karel van der Meer |

| Match amical                                | République d'Irlande | 0 - 1   | Suisse     | Dalymount Park, Dublin                         |                                                |
| 5 décembre 1948 · Historique des rencontres |                      | (0 - 0) | 52e Bickel | Spectateurs : 25 563 Arbitrage : George Reader | Spectateurs : 25 563 Arbitrage : George Reader |
| 5 décembre 1948 · Historique des rencontres | Rapport              |         |            | Spectateurs : 25 563 Arbitrage : George Reader | Spectateurs : 25 563 Arbitrage : George Reader |